# Ai no Wakusei
Ai no Wakusei (愛の惑星) é o único álbum solo do cantor japonês Atsushi Sakurai, vocalista da banda de rock Buck-Tick. Foi lançado pela Victor Entertainment em 23 de junho de 2004. Além de fornecer os vocais principais, Sakurai escreveu todas as letras, enquanto a música foi composta e executada por diversos colaboradores diferentes. Entre eles há Wayne Hussey, Robin Guthrie, Yasuyuki Okamura e Taiji Sato, o vocalista do Theatre Brook. Três singles promovendo o álbum foram lançados. Ai no Wakusei alcançou a posição 15 na Oricon Albums Chart e ficou nas paradas por quatro semanas.

## Visão geral
Atsushi Sakurai contou que sua carreira solo começou com Junichi Tanaka (quem deu a Buck-Tick sua grande estreia ao contratá-los para a Victor Entertainment) dizendo à ele que queria ver o cantor colaborar com vários outros músicos. Como havia pessoas de outros países e de vários gêneros musicais envolvidos, Sakurai disse que foi difícil manter a coesão, mas que ele e seus vocais serviram como "o pilar que mantinha tudo unido".
Sakurai fez sua estreia solo com o single "Sacrifice", que foi lançado em 26 de maio de 2004 e alcançou a posição 25 na Oricon Singles Chart. O single inclui um cover da música "Love (Dakishimetai)" de Kenji Sawada, 1978. Um mix diferente de "Sacrifice" está presente em Ai no Wakusei. Wayne Hussey, o compositor de "Sacrifice", reutilizou a música para a canção "Running with Scissors" do álbum de 2007 do The Mission, God Is a Bullet.
Também incluído em Ai no Wakusei está um remix de "Yokan", canção que Sakurai criou originalmente com Xymox para o álbum de várias artistas Dance 2 Noise 002 (1992).
O single lado A duplo "Taiji/Smell" foi o single solo de maior sucesso de Sakurai, alcançando a posição 22 quando lançado em 21 de julho de 2004.
Um mix diferente de "Wakusei" foi lançado como terceiro e último single, "Wakusei -Rebirth-", em 23 de fevereiro de 2005. Inclui um cover de " Hymne à l'amour" sob o título "Ai no Sanka" e apresentando os membros da banda Gari. Alcançou a posição 62 na parada.
Sakurai realizou uma turnê para promover o álbum e uma gravação de sua primeira apresentação solo no NHK Hall, que ocorreu em 21 de julho de 2004, foi lançada no vídeo Explosion: Ai no Wakusei Live 2004 em 16 de dezembro de 2004.

## Lançamento
Ai no Wakusei foi lançado em 23 de junho de 2004. O álbum foi embalado em uma especial caixa longa, que incluía um álbum de fotos.
Uma edição remasterizada chamada "Collector's Box" de Ai no Wakusei foi lançada em cópias limitadas em 30 de setembro de 2015. Inclui um segundo CD compilando todos os singles do álbum e seus lados B, a versão original de "Yokan" de 1992 e as faixas "Explosion" e "Amaoto wa Chopin no Shirabe -I Like Chopin- (Mix Mitsu Ai)" que estavam originalmente em um CD enviado aos vencedores de um concurso em 2004. Também inclui um disco Blu-ray contendo o vídeo caseiro Explosion: Ai no Wakusei Live 2004 lançado anteriormente e os vídeos musicais dos três singles, além de um terceiro CD com gravações ao vivo do mesmo show.
Após a morte de Sakurai em outubro de 2023, Ai no Wakusei e seus três singles foram disponibilizados para compra digital e streaming em todo o mundo em dezembro de 2023. Os videoclipes também foram publicados no YouTube. O álbum foi remasterizado e lançado em SHM-CD e disco de vinil em 7 de março de 2024. A versão em vinil teve uma quantidade limitada de vinil transparente de 2 discos e incluiu um pôster.

## Lista de faixas
Todas as letras escritas por Atsushi Sakurai. 
| N.º            | Título                                  | Arranjo        | Duração |  |
| 1.             | "Sacrifice (Last Confused Mix)"         | Hussey         | 4:28    |  |
| 2.             | "Yellow Pig"                            | Watts          | 5:49    |  |
| 3.             | "X-Lover"                               | Xlover         | 4:04    |  |
| 4.             | "I Hate You All"                        | Thirlwell      | 3:29    |  |
| 5.             | "Wonderful World (Injection to UK Mix)" | Hige           | 4:26    |  |
| 6.             | "Smell"                                 | Okamura        | 5:22    |  |
| 7.             | "Märchen"                               | Guthrie        | 3:22    |  |
| 8.             | "Fantasy"                               | Cube Juice     | 4:04    |  |
| 9.             | "Taiji"                                 | Sato           | 5:24    |  |
| 10.            | "Hallelujah!"                           | My Way My Love | 5:51    |  |
| 11.            | "Shingetsu"                             | Tsuchiya       | 6:14    |  |
| 12.            | "Yokan (2004 Re-construct)"             | Xymox          | 4:42    |  |
| 13.            | "Wakusei"                               | Shigekazu Aida | 4:02    |  |
| 14.            | "Neko"                                  | Cloudchair     | 4:13    |  |
| Duração total: | Duração total:                          | Duração total: | 65:53   |  |

## Créditos
- Atsushi Sakurai – vocais

Artistas adicionais e produção
- Atsushi Sakurai – produtor
- Junichi Tanaka – produtor executivo
- Kotaro Kojima – engenheiro, masterização